# Emma Bonino

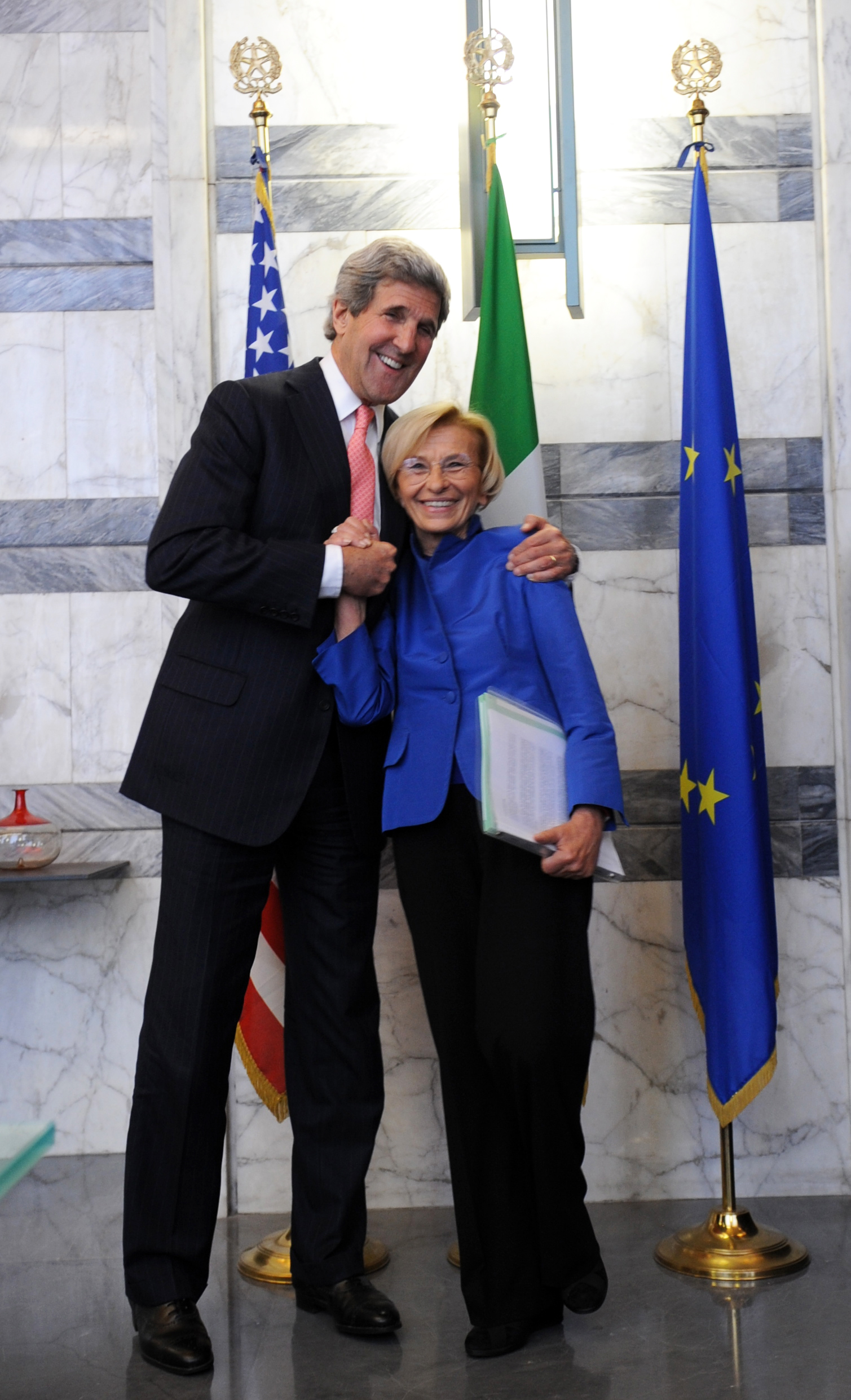
Emma Bonino med USA:s utrikesminister John Kerry i maj 2013.

Emma Bonino, född 9 mars 1948 i Bra i Piemonte, är en italiensk politiker. Hon har bland annat varit EU-kommissionär, utrikesminister och vice talman i Italiens senat.
Bonino valdes in i deputeradekammaren för Radikala partiet 1976 och i Europaparlamentet 1979. 1995 utnämndes hon till EU-kommissionär i Santer-kommissionen där hon ansvarade för konsument-, hälso- och fiskefrågor samt Europeiska gemenskapens kontor för humanitärt bistånd (ECHO). Hela kommissionen tvingades avgå 1999 på grund av korruptionsanklagelser och Bonino kandiderade samma år till posten som Italiens president. Efter att parlamentet istället utnämnt Carlo Azeglio Ciampi till president grundade Bonino vallistan Lista Bonino och valdes åter in i Europaparlamentet. 2001 grundade hon och Marco Pannella partiet Italienska radikaler som 2004 anslöt sig till Europaparlamentets liberala grupp ALDE. Partiet ingick från 2005 i Romano Prodis valallians Unionen och Bonino utnämndes 2006 till Europa- och handelsminister. Hon kvarstod på denna post till 2008 då hon utsågs till vice talman i senaten. Hon var utrikesminister 2013-2014 i Enrico Lettas regering.
Bonino har en doktorsexamen i litteratur och främmande språk från Bocconiuniversitet i Milano. Hennes politiska åskådning är libertariansk och vänsterliberal. Hon har varit engagerad i frågor kring mänskliga och medborgerliga rättigheter samt individens frihet till exempel avseende religion, abort, skilsmässa, dödshjälp, samkönade äktenskap och droger.